# شهرستان ورزنه
شهرستان ورزنه یکی از شهرستان‌های استان اصفهان است. مرکز این شهرستان، شهر ورزنه است. این شهرستان در سال ۱۴۰۰ از شهرستان اصفهان مستقل گردید.

## زبان
مردم این شهرستان به زبان (ولاتی یا ورزنه‌ای) از زبان‌های ایران مرکزی که بازماندهٔ زبان پهلوی است سخن می‌گویند.

## موقعیت جغرافیایی
شهرستان ورزنه از شمال با شهرستان نائین و شهرستان کوهپایه، از شرق با استان یزد، از غرب با شهرستان هرند، از جنوب با شهرستان جرقویه همسایه است.

## تقسیمات کشوری
شهرستان ورزنه دارای ۲ بخش، ۴ دهستان و ۱ شهر به شرح زیر است:
| بخش   | مرکز بخش | جمعیت بخش ۱۳۹۵ | نام دهستان    | مرکز دهستان | جمعیت دهستان ۱۳۹۵ | شهر              | جمعیت شهر ۱۳۹۵   |
| ----- | -------- | -------------- | ------------- | ----------- | ----------------- | ---------------- | ---------------- |
| مرکزی | ورزنه    | ۱۸٬۰۲۸ نفر     | گاوخونی جنوبی | اشکهران     | ۳٬۹۳۷ نفر         | ورزنه            | ۱۲٬۷۱۴ نفر       |
| مرکزی | ورزنه    | ۱۸٬۰۲۸ نفر     | گاوخونی شمالی | قورتان      | ۱٬۳۷۷ نفر         | ورزنه            | ۱۲٬۷۱۴ نفر       |
| رودشت | کفران    | ۹٬۰۷۴ نفر      | رودشت شرقی    | کفران       | ۴٬۵۶۹ نفر         | **************** | **************** |
| رودشت | کفران    | ۹٬۰۷۴ نفر      | کفرود         | جندان       | ۴٬۵۰۵ نفر         | **************** | **************** |

## جمعیت
براساس سرشماری عمومی نفوس و مسکن در سال ۱۳۹۵، جمعیت شهرستان ورزنه برابر با ۲۷٬۱۰۲ نفر بوده است.

## اماکن دیدنی و تاریخی
تالاب بین‌المللی گاوخونیارگ (قلعه) تاریخی قورتان
مسجد جامع تاریخی ورزنه
مسجد تاریخی فارفان
کاروانسرای عباسی ورزنه
برج‌های کبوتر خانه
باغ سرهنگ کفران
تپه‌های ماسه ای (کویر) ورزنه
آبشار شاخ کنار
ساحل زیبای زاینده رود
سایت گردشگری کویری واحه
سایت گردشگری کویری پاریگ
مجموعه گردشگری گاوچاه
مجموعه گردشگری آسیاب شتر
مجموعه گردشگری آسیاب حنا